# Hirsedieb

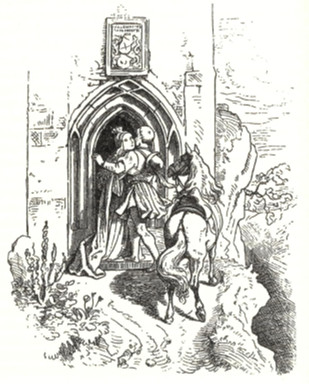
Holzschnitt, Ludwig Richter

Hirsedieb ist ein Märchen (AaTh 530). Es steht in Ludwig Bechsteins Deutsches Märchenbuch an Stelle 13 (1845 Nr. 14).

## Inhalt

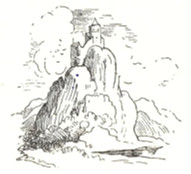
Holzschnitt, Ludwig Richter

Ein Kaufmann ärgert sich, dass ihm nachts Hirse vom Acker geklaut wurde. Er lässt seine Söhne wachen. Die ersten zwei bewaffnen sich zwar, aber schlafen dann ein. Der dritte, Johannes hindert den Schlaf mit Dornen und fängt leicht das schöne Pferd, er nennt es „Hirsedieb“. Wer zur verzauberten Prinzessin auf den Glasberg und um ihr Schloss reitet, kann sie erlösen. Der Brüder Pferde stürzen ab. „Hirsedieb“ trägt Johannes empor zu ihr, denn es war ihr Pferd, mit dem sie nachts eine Stunde zur Erde konnte. Johannes lebt froh mit ihr, niemand kommt mehr dorthin.

## Herkunft
Bechstein merkt an: „Nach mündlicher Überlieferung.“ Nach seinem Vorwort von 1845 erzählte es Wilhelmine Mylius. Vgl. Grimms KHM 57 Der goldene Vogel, KHM 93 Die Rabe, zum Glasberg auch Bechsteins Der weiße Wolf, Wolfs Das treue Füllchen, Jahns Die Königin von Siebenbürgen.
Laut Walter Scherf verdanken wir Wilhelmine Mylius hier eine beliebte, wenn auch verkürzte und kindliche Fassung des im deutschen Sprachraum nicht häufigen Zaubermärchens vom Glasbergritt. Besser erzählt sei Wilhelm Wissers niederdeutsches Simson, tu dich auf! (Plattdeutsche Volksmärchen). Dass in Märchen Hirse vorkommt, weist laut Lutz Röhrich noch auf das frühere Essen einfacher Leute hin, wo die Oberschicht schon zum Brot übergegangen war.